# Тетреб
Тетреб (лат. Tetrao) је род шумских птица из породице кока (Phasianidae), који обухвата четири врсте. Латински назив рода је највероватније изведен из латинског назива тетреба рушевца (Tetrao tetrix).

## Опис
Женке тетреба имају перје рђастосиве боје са црним пругама, док су мужјаци различито пребојени и имају знатно богатије перје. 

## Станиште
Тетреби углавном насељавају врхове планинских масива. Насељава се најчешће у мирнијим стаништима, а храни се пупољцима, семеном, шумским воћем, разним врстама инсеката и сл.
Природни непријатељи тетреба су лисица, сове, дивља мачка и др.

## Размножавање
Сезона парења ове птице обухвата период од средине марта до краја маја. Мужјаци воде борбу за женке и сваки од њих настоји да сакупи што веће јато кока. Након парења јединке се разилазе. Кока снесе 4-12 јаја и на њима лежи 28 дана.

## Врсте
Живуће врсте из рода тетреб:
- Тетреб рушевац или мали тетреб
 (Tetrao tetrix)
- Кавкаски тетреб
 (Tetrao mlokosiewiczi)
- Велики тетреб или тетреб глуван
 (Tetrao urogallus)
- Црнокљуни тетреб
 (Tetrao urogalloides)

Фосилни остаци врста из рода тетреб:
- Tetrao conjugens (рани Плиоцен, централна Европа)
- Tetrao rhodopensis (рани Плиоцен, Дорково у Бугарској)
- Tetrao partium (рани Плиоцен - рани Плеистоцен, југоисточна Европа)
- Tetrao macropus (касни Плиоцен - рани Плеистоцен, Мађарска)
- Tetrao praeurogallus (рани - средњи Плеистоцен, источна Европа)
- Tetrao tetrix longipes (Плеистоцен, западна Европа)